# Tadahiko Ueda
Tadahiko Ueda (上田 忠彦, Ueda Tadahiko, Kyoto, 3 augustus 1947 – 15 april 2015) was een Japans voetballer die als aanvaller speelde.

## Clubcarrière
In 1966 ging Ueda naar de Hosei University, waar hij in het schoolteam voetbalde. Nadat hij in 1970 afstudeerde, ging Ueda spelen voor Nippon Steel. In 4 jaar speelde hij er 60 competitiewedstrijden en scoorde 25 goals. Ueda beëindigde zijn spelersloopbaan in 1973.

## Japans voetbalelftal
Tadahiko Ueda debuteerde in 1970 in het Japans nationaal elftal en speelde 13 interlands, waarin hij 7 keer scoorde.

## Statistieken
| Japans voetbalelftal | Japans voetbalelftal | Japans voetbalelftal |
| Jaar                 | Wed.                 | Dlp.                 |
| -------------------- | -------------------- | -------------------- |
| 1970                 | 10                   | 7                    |
| 1971                 | 3                    | 0                    |
| Totaal               | 13                   | 7                    |